# 涧东区管委会
涧东区管委会，是中华人民共和国河南省三門峽市灵宝市下辖的一个类似乡级单位。

## 行政区划
涧东区管委会下辖以下地区：
函谷社区、金城社区、新灵中区社区、火车站社区、车站东路社区、亚武街社区、尹溪社区、富士社区、长安社区、鼎源路社区、涧东村、东关村、尹庄村和新村。